# Fågelholmen, Nagu
Fågelholmen är en ö nära Haverö i Nagu,  Finland. Den ligger i Skärgårdshavet i Pargas stad i den ekonomiska regionen  Åboland i landskapet Egentliga Finland, i den sydvästra delen av landet. Ön ligger omkring 2 kilometer sydost om Haverö, 11 kilometer nordost om Nagu kyrka, 26 kilometer söder om Åbo och omkring 160 kilometer väster om Helsingfors. Närmaste allmänna förbindelse är förbindelsebryggan vid Själö som trafikeras av M/S Falkö och M/S Östern.
Öns area är 3,3 hektar och dess största längd är 240 meter i nord-sydlig riktning. Närmaste större samhälle är Väståboland, 13,7 km nordost om Fågelholmen.